# 梁琴喜
梁琴喜（：／ Yang Geum-hee，1961年11月15日—），大韓民國保守派政治人物，現任第21屆國會議員。